# Circunscrições eclesiásticas católicas do Paraguai
A Igreja Católica do Paraguai compreende apenas uma hierarquia latina, uma conferência episcopal conjunta na nação, e nenhuma jurisdição católica oriental: Possui uma arquidiocese liderada por um arcebispo metropolitano, e 11 dioceses sufragantes lideradas por um bispo. Há também uma Nunciatura Apostólica para o Paraguai como representação diplomática papal (nível de embaixada). 

## Conferência Episcopal do Paraguai

### Província Eclesiástica de Assunção
- Arquidiocese de Assunção
  - Diocese de Benjamín Aceval
  - Diocese de Caacupé
  - Diocese de Caazapá
  - Diocese de Canindeyú
  - Diocese de Carapeguá
  - Diocese de Ciudad del Este
  - Diocese de Concepción en Paraguay
  - Diocese de Coronel Oviedo
  - Diocese de Encarnación
  - Diocese de San Juan Bautista de las Misiones
  - Diocese de San Lorenzo
  - Diocese de San Pedro Apóstol
  - Diocese de Villarrica del Espíritu Santo

## Vicariatos apostólicos
- Vicariato Apostólico de Chaco Paraguayo
- Vicariato Apostólico de Pilcomayo

## Bispado militar
- Bispado Militar do Paraguai (para forças armadas e polícia paramilitar)